# Emu hnědý
Emu hnědý (Dromaius novaehollandiae), česky někdy i emu australský je druh běžce a zároveň také druhým největším nelétavým ptákem světa a největším původním ptákem Austrálie. Je také jediným žijícím druhem rodu Dromaius.
Váží 20–55 kg, měří 150–190 cm.
Emuové jsou hojní na většině území australského kontinentu, ale v Tasmánii byli vyhubeni. Jeho hejna mohou mít i desítky členů. Také se chovají ve farmových chovech, pro maso, olej a kůži.
Koncem roku 2019 byl oznámen objev vyhynulého druhu emu (Dromaius arleyekweke) z pozdně miocenních sedimentů Severního teritoria Austrálie.

## Popis
- Potrava v přírodě: stejně jako pštrosi jsou i emuové všežraví, rádi se živí především bobulemi a semeny.[3]
- Rozmnožování: Do společného hnízda snáší několik samic, inkubace je cca 49–52 dnů. Vejce jsou zelená a váží až 900 gramů. Několik samic snáší vejce do jednoho hnízda (každá 5–15 vajec). Patří mezi nejmenší vejce u ptáků k poměru těla. Na hnízdě sedí samec, který pak mláďata vodí. Mláďata jsou nekrmivá (nidifugní). V přírodě se dožívá deseti let, v zajetí až 35 let.
- Nároky na chov: Jsou otužilí, stačí jim výběh a nevytápěná ubikace nebo podestlaný přístřešek. Tohoto využívají zoologické zahrady (více viz Chov v zoo).
- Rychlost běhu: Podle počítačových modelů dokážou zástupci tohoto druhu běžet rychlostí asi 13,3 m/s, tedy 47,9 km/h.[7] Podle vědecké studie, publikované v roce 2017, pak dokáže jedinec o hmotnosti kolem 27 kg běžet rychlostí 57,6 km/h.[8]

## Chov v zoo
Emu hnědý patří v evropských zoo mezi 10 nejčastěji chovaných druhů. Na jaře 2020 jej chovalo přibližně 550 zoo zařízení. V rámci Česka se v tu dobu jednalo o šest zoologických zahrad založených před rokem 1989:
- Zoo Olomouc
- Zoo Ostrava
- Zoo Plzeň
- Zoo Praha
- Zoo Ústí
- Zoo Zlín
- Zoo Jihlava

Zároveň byl tento druh chován i v řadě dalších menších zoo zařízení. Z těch licencovaných se v danou dobu jednalo o tyto zoo:
- Zoo Chleby

- Zoopark Na Hrádečku

- Faunapark Horní Lipová

- Zoopark Zájezd

- Zoo Sedlec

- Zoo Tábor

### Chov v Zoo Praha
Emu hnědý patří v Zoo Praha mezi nejdéle chované druhy. První údaj pochází z roku 1933, kdy byl v cirkusu Kludský dovezen samec Pepík. Následně byl přes firmu Hagenbeck získán Pepík II. V letech 1946 až 1974 sice neexistuje přesná evidence, ale od 70. let je zcela jasné, že je emu chován bez přerušení až do současnosti. V závěru roku 2018 byl chován pár. Na konci února 2020 se narodilo jedno mládě a v průběhu března téhož roku následovalo dalších osm potomků, o které se staral chovný samec Emil.

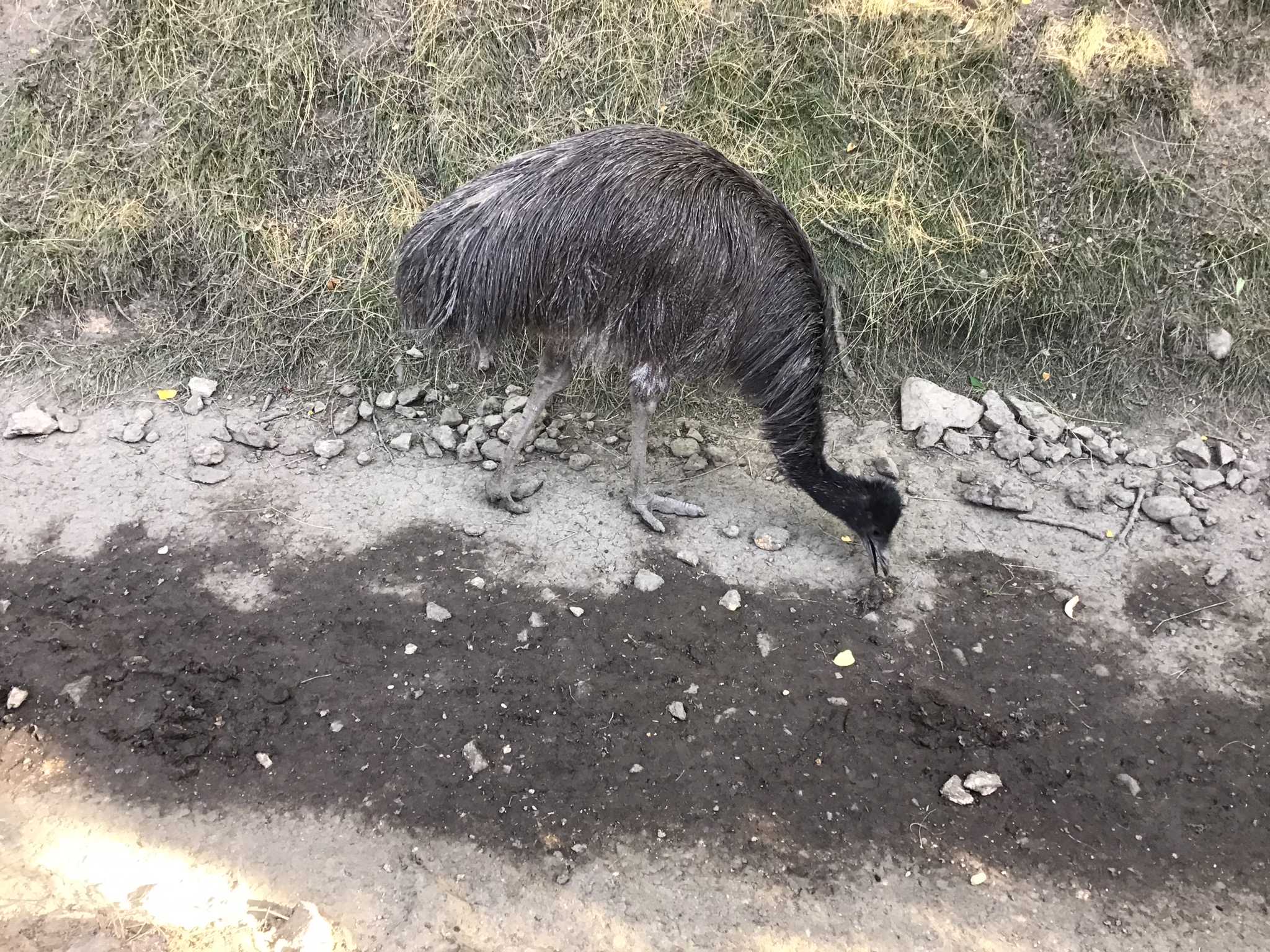
Emu hnědý Emil v Zoo Praha

Tento druh je k vidění v expozici v horní části zoo.